# Serzy-et-Prin
Serzy-et-Prin  là một xã thuộc tỉnh Marne trong vùng Grand Est đông nam nước Pháp. Xã này nằm ở khu vực có độ cao trung bình 115 mét trên mực nước biển.